# 上田島町
上田島町（かみたじまちょう）は、群馬県太田市にある地名（町丁）。郵便番号は373-0044。

## 概要
宝泉地区にある町丁。

## 地理

### 近隣町丁
- 新田反町町
- 新田木崎町
- 中根町
- 西新町
- 由良町
- 西野谷町
- 沖野町

## 世帯数と人口
2022年（令和4年）3月31日現在の世帯数と人口は以下の通りである。
| 町丁     | 世帯数  | 人口  |
| -------- | ------- | ----- |
| 上田島町 | 217世帯 | 510人 |

## 交通

### 鉄道
南部を東武伊勢崎線が通っている。町内に鉄道駅はない。

### 道路
- 群馬県道312号太田境東線